# Ostoja Stjepanowiḱ
Ostoja Stjepanowiḱ (mac. Остоја Стјепановиќ; ur. 17 stycznia 1985 w Skopju) – macedoński piłkarz serbskiego pochodzenia występujący na pozycji pomocnika.

## Kariera piłkarska
Stjepanowiḱ jest wychowankiem Makedoniji Ǵorcze Petrow Skopje. Kolejnymi jego klubami były bośniacka Slavija Sarajewo, serbskie Dinamo Vranje, macedoński Wardar Skopje, serbski Čukarički Stankom, austriacki SV Mattersburg i kazachski FK Taraz. Latem 2011 roku powrócił do Macedonii i ponownie został graczem Wardaru, a po dwóch sezonach trafił do Wisły Kraków, z którą podpisał dwuletni kontrakt.

## Kariera reprezentacyjna
Stjepanowiḱ ma na koncie występy w juniorskich i młodzieżowych kadrach Macedonii. W seniorskiej reprezentacji Macedonii zadebiutował 14 listopada 2012 roku w towarzyskim spotkaniu ze Słowenią. Na boisku pojawił się w 60. minucie.

## Sukcesy

### Wardar Skopje
- Mistrzostwo Prwej ligi: 2011/12, 2012/13
- Puchar Macedonii: 2006/07